# Cephalorrhynchus
|  | Aquest article tracta sobre el gènere de flors. Vegeu-ne altres significats a «Cephalorhynchus». |

Cephalorrhynchus és un gènere de plantes amb flor de la família de les asteràcies.

## Taxonomia
- Cephalorrhynchus albiflorus
- Cephalorrhynchus aucheri
- Cephalorrhynchus brassicifolius
- Cephalorrhynchus candolleanus
- Cephalorrhynchus chitralensis
- Cephalorrhynchus confertus
- Cephalorrhynchus cypricus
- Cephalorrhynchus freyniana
- Cephalorrhynchus glandulosus
- Cephalorrhynchus gorganicus
- Cephalorrhynchus hispidus
- Cephalorrhynchus kirpicznikovii
- Cephalorrhynchus kossinskyi
- Cephalorrhynchus kotschyi
- Cephalorrhynchus microcephalus
- Cephalorrhynchus picridiformis
- Cephalorrhynchus polycladus
- Cephalorrhynchus rechingeranus
- Cephalorrhynchus saxatilis
- Cephalorrhynchus soongoricus
- Cephalorrhynchus subplumosus
- Cephalorrhynchus takhtadzhianii
- Cephalorrhynchus talyschensis
- Cephalorrhynchus tuberosus